# Tipula (Vestiplex) laccata
Tipula (Vestiplex) laccata is een tweevleugelige uit de familie langpootmuggen (Tipulidae). De soort komt voor in het Palearctisch gebied.